# Afrikaners
Afrikaners (vroeger Afrikaanders geheten) zijn een bevolkingsgroep in Zuid-Afrika en omstreken. Zij stammen taalkundig af van Nederlandse (en in mindere mate Duitse en Franse) kolonisten die zich vanaf 1652 in de Kaapkolonie vestigden. Afrikaners spreken voornamelijk Afrikaans, een dochtertaal en variant van het Nederlands uit de zeventiende en achttiende eeuw, met leenwoorden uit het Engels, Maleis, Duits, en in mindere mate ook Khoi, San en ook uit enkele Bantoetalen. Ook veel kleurlingen zoals nakomelingen van de Basters, Griekwa en Orlam spreken Afrikaans. Omdat ze elkaars moedertaal niet verstonden werd het ook de taal van de overeenkomsten in Zuidwest-Afrika tussen de Herero en de Nama.
Met de term Boeren worden de Voortrekkers en hun nakomelingen bedoeld, die in de 19e eeuw de Kaapkolonie verlieten om naar het noorden te trekken in de Grote Trek. Een Boer kan daarom een Afrikaner genoemd worden, maar niet andersom.
Om het onderscheid te maken  met die Boeren werd vooral in de 19e-eeuwse Britse historiografie het begrip 'Cape Dutch' of Kaapse Nederlanders gebruikt om een welvarend, ontwikkeld deel van de Afrikanerbevolking van de Kaapkolonie te beschrijven dat niet deelnam aan de Grote Trek of de daaropvolgende oprichting van de Boerenrepublieken.

## Etymologie
Oorspronkelijk, tot in het begin van de 18e eeuw, had de term Afrikaner betrekking op autochtone slaven en 'vryswartes'. Vervolgens krijgt de term de betekenis van 'in Afrika geboren blanke' (ofwel 'vryburgers').
De term Boeren heeft betrekking op een deel van de Afrikaners en dan vooral in historische zin. Het was de term die de Britse kolonisten in de 19e en 20e eeuw gebruikten voor de reeds in de kolonie gevestigde blanken.

## Taalverhouding onder de blanken
De Afrikaners maken ongeveer 60% uit van de ongeveer 5,2 miljoen overgebleven blanken van Zuid-Afrika. Het overige blanke bevolkingsdeel bestaat vooral uit afstammelingen van Britse kolonisten en spreekt Engels. De Engelse invloed wordt door sommige Afrikaans-sprekenden op een zeer puristische manier geweerd. Anderzijds zijn er ook veel (vooral jonge) mensen van wie tot bijna een derde van hun woordenschat uit het Engels bestaat.

## Samenstelling van de Afrikaans sprekende populatie
Het zijn niet alleen blanken die Afrikaans spreken. Nog net iets talrijker zijn de ongeveer 4 miljoen zogenaamde Kleurlingen van Zuid-Afrika, van wie ongeveer 80% eveneens Afrikaanssprekend is. Overigens zijn de raciaal-blanke Afrikaners vaak nauw verwant aan Kleurlingen.

## Afkomst
De grens tussen Afrikaners en Kleurlingen is niet scherp. In een studie van prof. J.A. Heese naar de afkomst van de Afrikaners tot 1807, die wordt aangehaald door Hermann Giliomee komt deze tot de volgende verdeling van voorouders:
1. Nederlands: 36,8%
2. Duits: 35%
3. Frans: 14,6%
4. Niet-blank (met name Khoisan en Maleiers): 7,1%

De meeste Afrikaners zijn afstammelingen van de ongeveer 40.000 Afrikaners die in de 18e eeuw in de oude Kaapkolonie leefden als 'Vryburgers' van de Vereenigde Oostindische Compagnie (VOC, 1652-1795). Deze Afrikaners stammen ook in belangrijke mate af van de twintig oorspronkelijke kolonisten. Kenan Malik merkt hierover het volgende op:
De Afrikaners van Zuid-Afrika, vandaag een gemeenschap van 2,5 miljoen mensen, stammen hoofdzakelijk af van één boot vol Nederlandse kolonisten die in 1652 aankwam. Hoewel er latere immigratie was, toont de invloed van de vroege kolonisten zich in het feit dat bijna een miljoen Afrikaners tegenwoordig de achternamen van de slechts twintig oorspronkelijke kolonisten draagt. Op dat schip in 1652 bevond zich een man die het gen verantwoordelijk voor ziekte van Huntington droeg. Het gevolg is dat tegenwoordig deze ziekte veel meer voorkomt onder Afrikaners dan bij Nederlanders.
Latere immigranten waren blanke, protestantse landverhuizers ten tijde van het bestuur door de VOC en Britse kolonisten die zich in het daaropvolgende Britse koloniale bewind vestigden rond Kaap de Goede Hoop (waar ze soms zijn verafrikaniseerd), maar vooral ook aan de Oost-Kaap en in Natal.

## Grote Trek

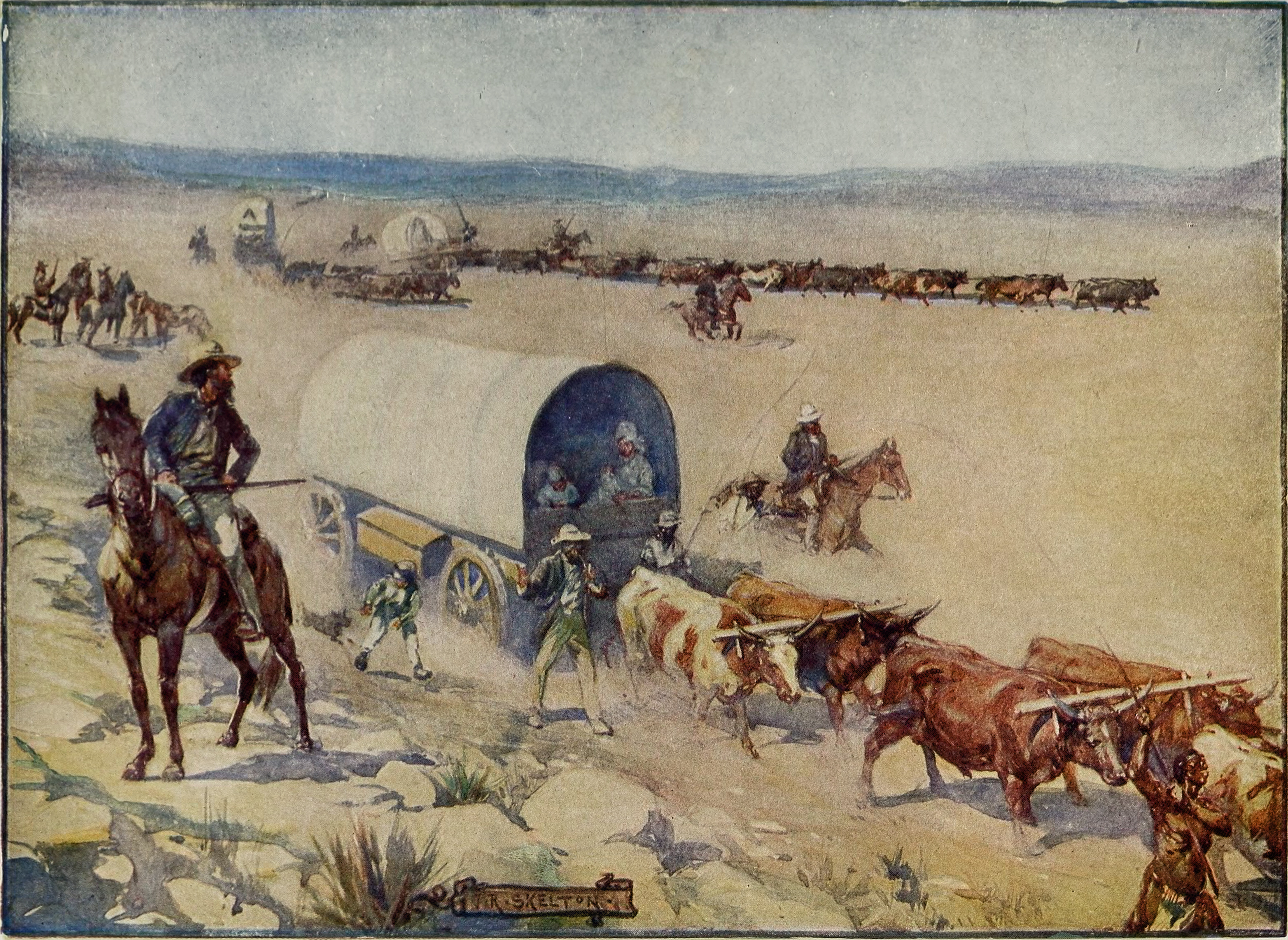
Illustratie van de Voortrekkers

Tussen 1830 en 1850 vestigden naar schatting 12.000 Boeren-pioniers (Voortrekkers) zich in Natal, de Oranje Vrijstaat en Transvaal. Enerzijds was dit uit honger naar land en het verlichten van de druk door overbevolking in de Kaapstreek, anderzijds was dit om te ontkomen aan de greep van het Britse bestuur dat een actieve verengelsing nastreefde en door belastingheffing zware lasten oplegde aan de Afrikaner boeren en diamantzoekers die op militante wijze hun vrijheden verdedigden.
Hoewel sommige historici menen dat deze migraties (later Grote Trek genoemd) ontstonden uit onvrede bij de Boeren over de beperkingen die de Britse regering aan slavernij had gesteld, is het een feit dat deze migrerende boeren juist zelf geen slaven hielden, in tegenstelling tot de (gedeeltelijk verengelste) blanke Boeren die achterbleven in de Westelijke Kaapprovincie. De trekboeren namen echter wel zwarte en gekleurde bedienden met zich mee. 'Bedienden' of knechten stonden niet gelijk aan 'slaven'. Zwarte en gekleurde hulpen en kindermeisjes maakten deel uit van de brede cirkel van het Afrikanergezin en de familie. Het verhandelen van slaven speelde een minder grote rol bij de Boeren. Toch hadden de diverse (kort bestaande) republieken van de Voortrekkers rassenongelijkheid in hun grondwet gevestigd, volgens de in de 19e eeuw heersende rassenopvattingen.
De Grote Trek was voornamelijk een geval van het 'doorbreken van een dam', veroorzaakt door een groeiende bevolkingsdruk. De migratie was al meer dan dertig jaar daarvoor tot staan gekomen.
Daarvoor hadden sommige Boeren zich al over de Oranjerivier gewaagd. Hier kwamen ze in botsing met de naar het zuiden uitbreidende Zoeloes onder koning Dingane. Ondanks het afsluiten van verdragen werd de leider van de Voortrekkers, Piet Retief, en de helft van zijn blanke volgelingen door de Zoeloes vermoord.
De Boeren stichtten onafhankelijke staten in wat later de Zuid-Afrikaanse republiek Natalia (nu provincie Kwazulu-Natal), en de voormalige provincies Transvaal (nu onder meer de provincie Gauteng) en de Oranje Vrijstaat (nu Vrijstaat) zouden worden. Het Engelse verlangen om hun koloniale macht uit te breiden over deze gebieden leidde tot de twee Boerenoorlogen van 1880-1881 en 1899-1902 die eindigden met opname van deze gebieden in de Britse kolonie.

## Unie van Zuid-Afrika
Tijdens de zgn. Maritz-rebellie in augustus 1914 kwamen de Afrikaners in opstand tegen de Britsgezinde regering van de Unie van Zuid-Afrika, opgericht in 1910. Aanleiding was het feit dat de Britten de Boeren dwongen een militaire rol te spelen in het overheersen van Duits-Zuidwest-Afrika, het huidige Namibië.
Na het ontstaan van de Unie van Zuid-Afrika verbleekte het verschil tussen Britten en Afrikaners enigszins, maar de niet-blanke Zuid-Afrikaanse bevolking werd evenwel grotendeels uitgesloten van deelname aan het bestuur van het land. Dit zou later bekend worden onder de naam apartheid (in 1948, grotendeels vormgegeven door Hendrik Verwoerd).

## Afrikaner diaspora

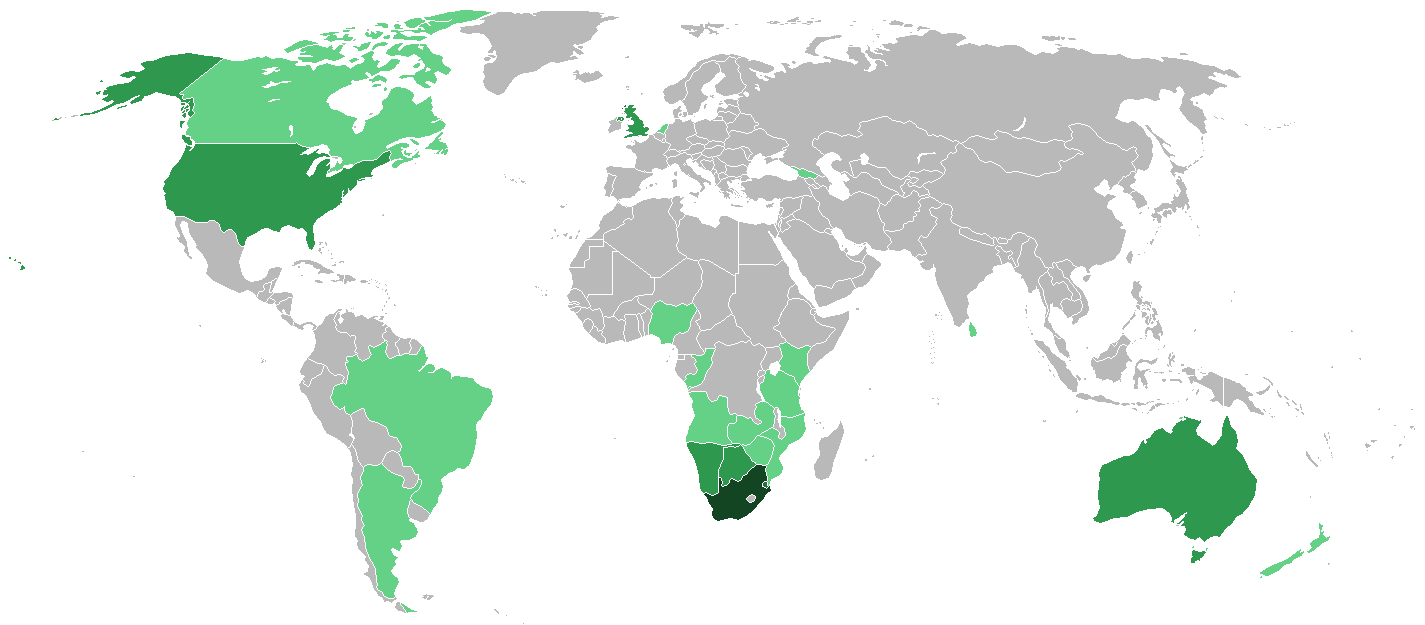
Wereldkaart van de Afrikaner diaspora
onbekend
>10.000
10.000+
1.000.000+

Pas met de officiële benoeming van Nelson Mandela als de eerste zwarte president van Zuid-Afrika in 1994 kwam er een einde aan de apartheidspolitiek. Er brak voor de bevolking van het land een nieuw tijdperk aan. Een democratie moest worden gevormd en bevolkingsgroepen die jarenlang tegen elkaar hadden gestreden dienden manieren te vinden om weer met elkaar te kunnen leven. Vooral voor het deel van de bevolking dat zich Afrikaners noemde en die jarenlang de macht hadden gehad, bracht de overgang belangrijke veranderingen met zich mee. Zo ontstond er bijvoorbeeld de behoefte onder mensen om hun culturele Afrikaner identiteit te herdefiniëren en kwam er een Afrikaner diaspora op gang.
Tussen 1995 en 2005 verlieten 841.000 blanken Zuid-Afrika, het merendeel daarvan Afrikaners, om hun geluk ergens anders te gaan beproeven. De meerderheid van deze Afrikaner emigranten koos ervoor om naar een Engelstalig land te vertrekken. Australië, het Verenigd Koninkrijk, de Verenigde Staten, Nieuw-Zeeland en Canada waren met name favoriet. Vooral het gemak om zich aan de taal en culturele gewoonten aan te kunnen passen was hierbij de grootste drijfveer. Ook ging men specifiek op zoek naar betere banen en carrièremogelijkheden in het buitenland. Er ontstond een blanke exodus van hoogopgeleide artsen, leraren, zakenlieden et cetera, die ook wel de brain drain wordt genoemd en een fenomeen is dat vandaag de dag nog steeds voortduurt.
Na hun verlies in de Tweede Boerenoorlog (1899-1902) was er ook al sprake van een bescheiden emigratiestroom onder de Afrikaners. Zo bestaat er nog altijd een kleine gemeenschap van Afrikaner Argentijnen die zich na de oorlog in de provincie Chubut van Argentinië vestigden. Een andere kolonie in de Mexicaanse staat Chihuahua genaamd Hacienda Humboldt was weinig succesvol.

## Verwijdering en toenadering
Hun taal ten spijt, voelen de Afrikaners zich over het algemeen steeds minder verwant aan Nederland of België, niet in de laatste plaats ten gevolge van de verwijdering die onderling is ontstaan ten tijde van de apartheid die door Nederland als een van de felste anti-apartheidsstaten werd bestreden op internationaal niveau. Sinds de afschaffing van de apartheid is er weer enige toenadering. Ten tijde van de Boerenoorlogen was er juist nog grote steun en bijna een heldenverering in Europa voor de als dapper beschouwde blanke Boeren-guerrillastrijders en hun families in de Britse concentratiekampen tijdens hun ongelijke strijd tegen de aanvallende Britse overmacht. Uit die periode, maar ook nog later, stammen de namen van vele straten en buurten in België en Nederland, bijvoorbeeld Afrikaanderplein, Bothastraat, Cronjéstraat, Krugerstraat, Transvaalstraat, Transvaalwijk, De la Reyweg, of Paul Krugerlaan, en zelfs (zoals in Antwerpen, Arnhem, Breda, Dordrecht, Gouda, Leiden, Hengelo en Deventer) vernoemingen naar Marthinus Theunis Steyn en Christiaan de Wet.